# Роуз де Берфорд
Роуз де Берфорд (также Роэзия, де Борефорд, англ. Rose de Burford, Roesia, de Boreford; умерла в 1329 году) была купчихой XIV века в лондонском Сити, Англия.
Урождённая Роуз Ромейн, она была дочерью Джулианы Хотин и Томаса Ромейна (ум. 1312), богатого лондонского торговца шерстью и специями и олдермена лондонского Сити. Она вышла замуж за делового партнера своего отца, Джона Берфорда, который также был олдерменом. Активно занималась бизнесом мужа. Когда Джон около 1322 года умер, Роуз взяла на себя полное управление бизнесом, а также приобрела различную недвижимость. Известно, что она владела многоквартирными домами в Лондоне и загородными поместьями в Суррее, Кенте и Сассексе. Её собственная загородная резиденция находилась в Черлетоне в графстве Кент. У неё были сын Джеймс и дочь Кэтрин.
Роуз занималась вышиванием и по указанию Эдуарда II выполнила капу opus anglicum, украшенную кораллами, за которую получила 100 марок. По просьбе Изабеллы Французской, королевы Англии, это облачение было отправлено в подарок Папе Римскому.
Она оплатила возведение часовни на южной стороне церкви Святого Апостола Фомы на Каллум-стрит в лондонском Сити.
Её имя включено в композицию «Этаж наследия» Джуди Чикаго.